# Loxofidonia falcata
Loxofidonia falcata är en fjärilsart som beskrevs av Butler 1879. Loxofidonia falcata ingår i släktet Loxofidonia och familjen mätare. Inga underarter finns listade i Catalogue of Life.